# Irlands Fußballer des Jahres
Als Irlands Fußballer des Jahres wird in Irland jährlich der herausragende Spieler einer Saison geehrt. Der Fußballer des Jahres wird von den anderen Spielern der League of Ireland als Professional Footballers' Association of Ireland Players' Player of the Year (abgekürzt PFAI Players' Player of the Year oder einfach Players' Player of the Year) gewählt. Seit 1981 wird die Auszeichnung vergeben.
Der Kameruner Joseph N’Do war 2006 der erste Ausländer, der die Ehrung gewann.

## Sieger
| Jahr | Spieler                | Nationalität   | Verein                         |
| ---- | ---------------------- | -------------- | ------------------------------ |
| 1981 | Padraig O’Connor       | Irland         | Athlone Town                   |
| 1982 | Paul McGrath           | Irland         | St Patrick’s Athletic          |
| 1983 | Martin Murray          | Irland         | Drogheda United                |
| 1984 | Pat Byrne              | Irland         | Shamrock Rovers                |
| 1985 | Tommy Gaynor           | Irland         | Limerick FC                    |
| 1986 | Paul Doolin            | Irland         | Shamrock Rovers                |
| 1987 | Mick Byrne             | Irland         | Shamrock Rovers                |
| 1988 | Paddy Dillon           | Irland         | St Patrick’s Athletic          |
| 1989 | Paul Doolin            | Irland         | Derry City                     |
| 1990 | Mark Ennis             | Irland         | St Patrick’s Athletic          |
| 1991 | Pat Morley             | Irland         | Cork City                      |
| 1992 | Pat Fenlon             | Irland         | Bohemians Dublin               |
| 1993 | Donal O’Brien          | Irland         | Derry City                     |
| 1994 | Stephen Geoghegan      | Irland         | Shamrock Rovers                |
| 1995 | Liam Coyle             | Nordirland     | Derry City                     |
| 1996 | Eddie Gormley          | Irland         | St Patrick’s Athletic          |
| 1997 | Peter Hutton           | Nordirland     | Derry City                     |
| 1998 | Pat Scully             | Irland         | Shelbourne FC                  |
| 1999 | Paul Osam              | Irland         | St Patrick’s Athletic          |
| 2000 | Pat Fenlon             | Irland         | Shelbourne FC                  |
| 2001 | Glen Crowe             | Irland         | Bohemians Dublin               |
| 2002 | Owen Heary             | Irland         | Shelbourne FC                  |
| 2003 | Glen Crowe Jason Byrne | Irland         | Bohemians Dublin Shelbourne FC |
| 2004 | Jason Byrne            | Irland         | Shelbourne FC                  |
| 2005 | Mark Farren            | Irland         | Derry City                     |
| 2006 | Joseph N’Do            | Kamerun        | Shelbourne FC                  |
| 2007 | Brian Shelley          | Irland         | Drogheda United                |
| 2008 | Keith Fahey            | Irland         | St Patrick’s Athletic          |
| 2009 | Gary Twigg             | Nordirland     | Shamrock Rovers                |
| 2010 | Richie Ryan            | Irland         | Sligo Rovers                   |
| 2011 | Éamon Zayed            | Irland/ Libyen | Derry City                     |
| 2012 | Mark Quigley           | Irland         | Sligo Rovers                   |
| 2013 | Killian Brennan        | Irland         | St Patrick’s Athletic          |
| 2014 | Christy Fagan          | Irland         | St Patrick’s Athletic          |
| 2015 | Richie Towell          | Irland         | Dundalk FC                     |
| 2016 | Daryl Horgan           | Irland         | Dundalk FC                     |
| 2017 | Sean Maguire           | Irland         | Cork City                      |
| 2018 | Michael Duffy          | Nordirland     | Dundalk FC                     |
| 2019 | Jack Byrne             | Irland         | Shamrock Rovers                |
| 2020 | Jack Byrne             | Irland         | Shamrock Rovers                |
| 2021 | Georgie Kelly          | Irland         | Bohemians Dublin               |
| 2022 | Rory Gaffney           | Irland         | Shamrock Rovers                |

## Erfolgreichste Vereine
| Verein                | Anzahl |
| --------------------- | ------ |
| St Patrick’s Athletic | 8      |
| Shamrock Rovers       | 8      |
| Shelbourne FC         | 6      |
| Derry City            | 6      |
| Bohemians Dublin      | 4      |
| Dundalk FC            | 3      |
| Drogheda United       | 2      |
| Sligo Rovers          | 2      |
| Cork City             | 2      |
| Limerick FC           | 1      |
| Athlone Town          | 1      |